# Tweede Kamerverkiezingen 2003/Kandidatenlijst/Lijst 16
De kandidatenlijst voor de Tweede Kamerverkiezingen 2003 van lijst 16 (Lijst Ratelband) was als volgt:
1. Emile Ratelband - 7.822 stemmen
2. Ingrid Hogenbirk - 89
3. Jan Jetten - 57
4. Joy van der Stel - 57
5. Fons Schirris - 20
6. Nel Overhand - 35
7. Paul Quekel - 33
8. Monica van der Hoff - 24
9. Ed Wichers - 17
10. Wiep Corbier - 17
11. José Eljon - 28
12. Emile Esajas - 46
13. Aloysia van Heeswijk - 8
14. Henk Jan Verboom - 23
15. Hetty van Scheltinga - 28
16. Wim Baardman - 29
17. Dennis Wiersma - 31
18. Marc van den Berg - 28
19. Adriaan van Gennep - 19
20. Mayke Paes - 21
21. Rob Brockhus - 41
22. Joop Vontsteen - 21
23. Marc Roos - 12
24. Marja Vleeskens - 9
25. Hans Mauritz - 22
26. Arnold van der Voort - 31
27. Jan van Aert - 32
28. Minou Ratelband - 445

CDA · LPF · VVD · PvdA · GroenLinks · SP · D66 · ChristenUnie · SGP · Leefbaar Nederland · DeConservatieven.nl · NCPN · Duurzaam Nederland · PvdT · Partij voor de Dieren · Lijst 16 · Vooruitstrevende Integratie Partij · AVD · Lijst Veldhoen